# West Yorkshire Regiment
Le West Yorkshire Regiment (Prince of Wales's Own) (14th Foot) était un régiment d'infanterie de l'armée britannique. En 1958, il fusionna avec l'East Yorkshire Regiment (15th Foot) pour former le Prince of Wales's Own Regiment of Yorkshire (en) qui fusionna, le 6 juin 2006, avec les Green Howards (en) et le Duke of Wellington's Regiment (en) pour former le Yorkshire Regiment (en).

## Personnalités ayant servi au régiment
- Edmond Pinhède (1911-1997), résistant français, Compagnon de la Libération.